# Armando Boix
Armando Boix   (Sabadell, 1966) és un dibuixant, dissenyador gràfic i escriptor català, especialista en contes i en novel·les. Es dedica a la literatura juvenil i a la literatura fantàstica i a la ciència-ficció. Va dirigir la revista dedicada el cinema fantàstic Stalker (el nom del qual és un homenatge a la pel·lícula d'Andrei Tarkovski) i ha escrit articles i assajos sobre literatura.

## Biografia
Es va donar a conèixer amb la seva primera novel·la, El jardín de los autómatas, amb el qual va guanyar el Premi Gran Angular de 1997. Aquesta obra va ser traduïda al francès per l'editorial Flammarion amb el títol de Jardin des automates. Posteriorment va publicar dues novel·les juvenils més, El sello de Salomón (1998) i Aprendiz de marinero (2000).
En col·laboració amb José Miguel Pallarés i Faustino Lobo va escriure la novel·la breu El salario de la bailarina (editorial Bucanero, n.º 11, 1999).